# Палаццо Брандолин-Рота
Палаццо Брандолин-Рота (итал. Palazzo Brandolin Rota) — дворец в Венеции на Гранд-канале, расположенный в районе Дорсодуро между Палаццо Контарини-даль-Дзаффо и Галерей Академии. Построен в XVII веке, перестроен в середине XVIII века.

## Галерея
- Общий вид со стороны канала.
- Фасад дворца.
- Балконы.
- Центральный вход.
- Первый этаж.
- Фото 1932 г.
- Фото 1977 г.